# Don't Tread on Me (Metallica)
Don't Tread on Me è un brano musicale del gruppo musicale statunitense Metallica, sesta traccia del quinto album in studio Metallica, pubblicato il 13 agosto 1991 dalla Elektra Records.

## Descrizione
Il titolo del brano fa riferimento alla guerra d'indipendenza americana. Don't Tread on Me costituiva infatti il motto della bandiera di Gadsden, e l'immagine del serpente sulla bandiera è raffigurata sulla copertina dell'album.
Durante l'introduzione strumentale, è possibile sentire America dalla rappresentazione teatrale e film West Side Story. Il testo contiene anche un riferimento alla celebre citazione Give me liberty, or give me death! del rivoluzionario statunitense Patrick Henry.

## Dal vivo
Per un lungo periodo Don't Tread on Me non è mai stato eseguito dal vivo dal gruppo. Al riguardo, il frontman James Hetfield ha dichiarato in un'intervista dell'aprile 2001 con Playboy: 
 Nel 2012, in occasione del tour celebrativo per il ventennale della pubblicazione di Metallica, il brano è stato eseguito per la prima volta insieme all'intero album.

## Tracce
CD promozionale (Stati Uniti)
1. Don't Tread on Me – 3:59

## Formazione
Gruppo
- James Hetfield – chitarra, voce
- Lars Ulrich – batteria
- Kirk Hammett – chitarra solista
- Jason Newsted – basso

Produzione
- Bob Rock – produzione
- James Hetfield – produzione
- Lars Ulrich – produzione
- Randy Staub – ingegneria del suono
- Mike Tacci – ingegneria del suono
- George Marino – mastering

## Classifiche
| Classifica (1991)             | Posizione massima |
| ----------------------------- | ----------------- |
| Stati Uniti (mainstream rock) | 21                |